# Ulungur
Der Ulungur (oder Urungu, chinesisch 乌伦古河, Pinyin Wūlúngǔ Hé, im Oberlauf in der Mongolei Bulgan Gol) ist ein Fluss in der chinesischen Dsungarei (Uigurisches Autonomes Gebiet Xinjiang), der am  Südabhang des Kok-Tschurek-Gebirges entspringt, einem östlichen Zweig des Altaigebirges, in der westlichen Mongolei in drei Quellflüssen und durchfließt in südlicher Richtung die Seen Tschagan-Nor und Tsi-tsik-Nor, wendet sich dann in weitem Bogen nach Nordwesten und durchfließt (fast parallel zum gut 50 km nördlich verlaufenden Schwarzen Irtysch) eine karge Gegend, bis er sich nach 600 km langem Lauf in 100 m breiter Mündung in den Südostzipfel des Ulungursees (heute bei normalem Wasserstand ein separater See, der Jili-See) ergießt.
Der Ulungur ist sehr fischreich, wird aber nur im unteren Laufe von Fischbarken und auch von diesen nur zu gewissen Zeiten befahren.